# Colpo di Stato in Mali del 2021
Il colpo di Stato in Mali del 2021 è il secondo colpo di Stato nel Paese in meno di due anni, appena 9 mesi dopo il precedente golpe dell'agosto 2020. La crisi inizia il 24 maggio del 2021.
I militari del Mali, scontenti del nuovo governo annunciato dalle autorità di transizione, hanno rimosso con la forza il presidente del Mali Bah Ndaw e il primo ministro del Mali Moctar Ouane portandoli nel campo militare di Kati, a poche miglia da Bamako. "Il presidente e il primo ministro sono qui a Kati per affari che li riguardano", ha detto un alto funzionario militare.

## Antefatti

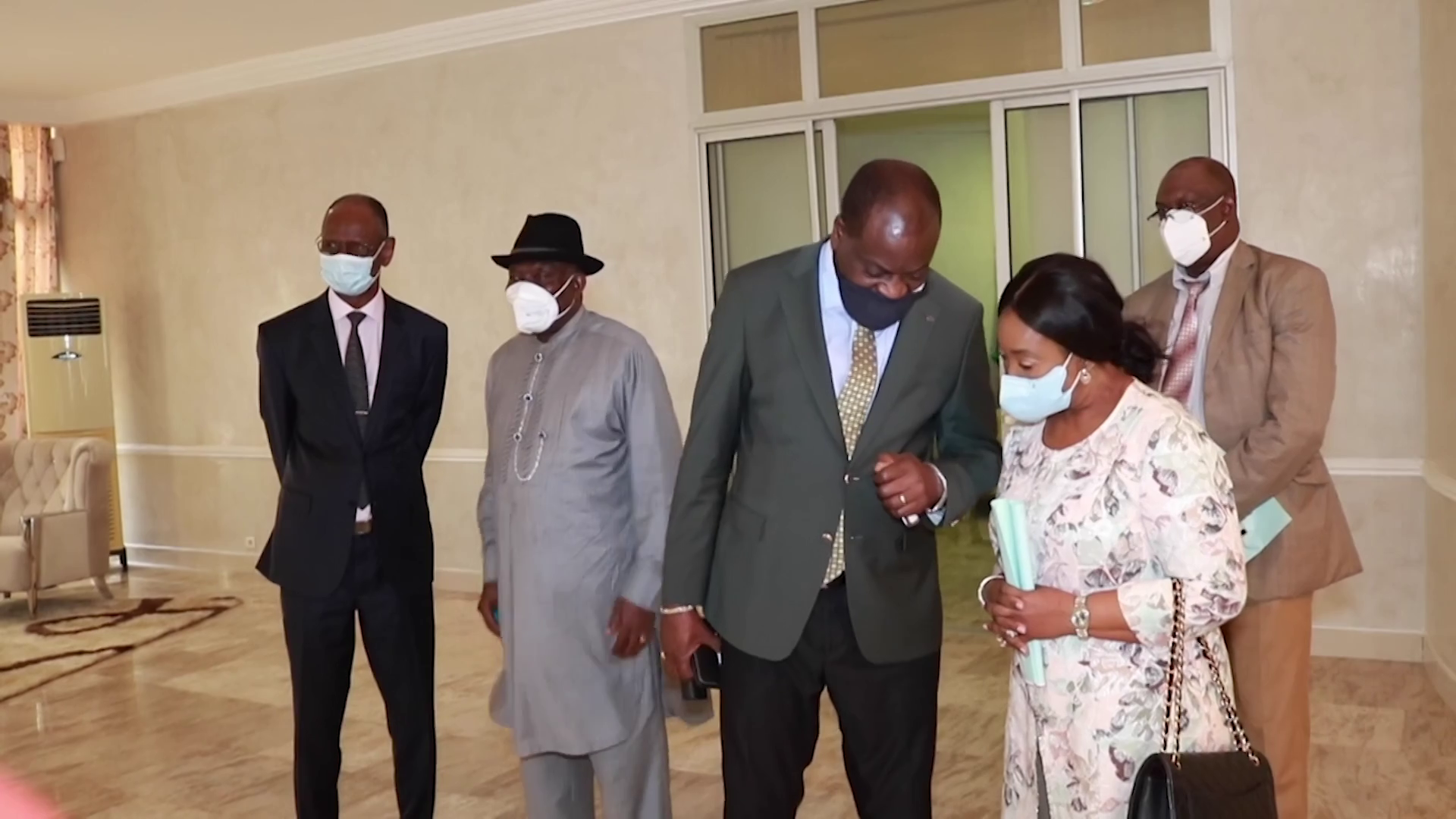
L'ex presidente nigeriano Jonathan Goodluck è il mediatore diplomatico dell'ECOWAS per la crisi maliana del 2021

Un rimpasto governativo non gradito è stato il motivo per cui il Mali assiste al secondo colpo di stato in 10 mesi. Ad agosto del 2020 l'allora presidente Ibrhaim Boubacar Keità era stato destituito dai militari guidati dal Colonnello Assim Goïta, con l’appoggio della popolazione stanca di un governo corrotto e dei movimenti politici di opposizione, il Movimento 5 Giugno e il Fronte Patriottico, all'allora governo maliano. In seguito al Colpo di Stato Goïta divenne vice presidente. Il colonnello golpista ha agito contro N'daw e Ouane con l’accusa ufficiale di “Aver mancato alle proprie responsabilità istituzionali ed aver boicottato la transizione” in quanto il governo maliano aveva estromesso Sadio Camara e Modibo Koné, due ufficiali che avevano preso parte alla rivoluzione estiva del precedente golpe e che erano, rispettivamente, alla guida del ministero della Difesa ed al ministero della Sicurezza. Una scelta per la quale non era stato interpellato il Vice Presidente Goïta che secondo la Carta di Transizione, aveva la piena gestione delle nomine dei due ministeri, da qui, l’accusa di sabotaggio e di violazione dei principi stessi della transizione governativa espressi nella Carta di Transizione.
La sera del 24 maggio alcuni soldati dell’esercito hanno arrestato il presidente Bah Ndaw e il primo ministro Moctar Ouane su ordine del colonnello Assimi Goïta poche ore dopo che i ministri della Difesa e della Sicurezza erano stati estromessi come conseguenza di una serie di scioperi civili contro la Giunta di transizione al governo che hanno colpito molti importanti settori dell'economia maliana.
L'ex presidente e l'ex primo ministro sono quindi stati arrestati nella capitale Bamako e portati nella base militare di Kati a poche decine di chilometri di distanza dove successivamente si sono dimessi dalle loro cariche e sono stati rilasciati nella notte del 29 maggio poche ore dopo la mezzanotte dopo tre giorni di detenzione.